# Atlas sahariano

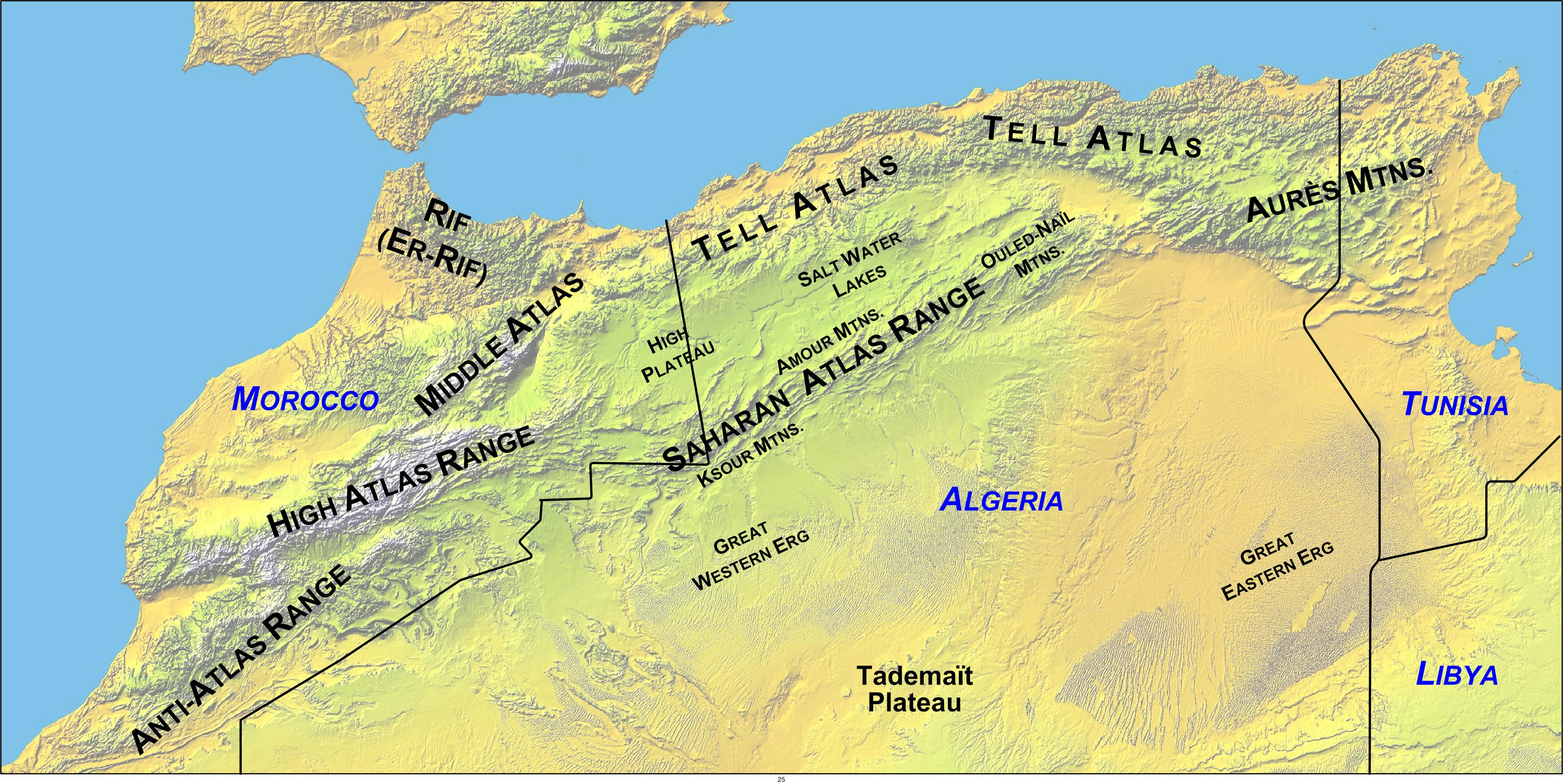
Mapa del Atlas, con la cordillera del Atlas sahariano en la zona norte de Argelia.

El Atlas sahariano de Argelia es la porción oriental de la cordillera del Atlas. No es tan alto como el Gran Atlas de Marruecos, pero es mucho más imponente que el Atlas telliano que corre cerca de la costa. El pico más alto de la gama es el Aissa 2236 m (7336 pies) de alto Djebel.
El Atlas sahariano incluye una serie de distancias cortas: el Amour, Ksour y las montañas de Ulad-Nail. 
El Atlas del Sahara es una de las vastas mesetas de África, formada de roca base de la antigua cubierta por el sedimento de los mares poco profundos y los depósitos aluviales. 
Entre los ríos del Atlas, el Atlas sahariano alimenta ramblas. Entre ellas se encuentran las ramblas Chelif y Touil, lechos de los ríos que contiene agua solamente durante los períodos húmedos, respectivamente, el drenaje del Amour y rangos de Ulad-Nail del Atlas sahariano. 
Las montañas del Atlas subsahariano marcan el límite norte del desierto del Sahara. En estas montañas se pueden ver algunas lluvias y se adaptan mejor a la agricultura de la región. Hoy la mayoría de la población de la región son bereberes Chaoui. Las montañas han sido durante mucho tiempo el hogar de exiliados expulsados de las regiones costeras fértiles.